# Louis Charles Kolff (1893-1970)
Louis Charles Kolff (Wassenaar, 1 juni 1893 – Zutphen, 7 juni 1970) was een Nederlands politicus. 
Hij werd geboren als zoon van Louis Charles Kolff (1867-1922) en Jacoba Theodora Augusta Hageman (*1866). Hij woonde in Velp en was gemeente-ambtenaar voor hij in 1922 zijn overleden vader opvolgde als burgemeester van Wieringen. Dat was toen nog een eiland in de Zuiderzee en een van de eilandbewoners was destijds de Duitse kroonprins Wilhelm. Deze keerde eind 1923 terug naar Duitsland en krap een jaar later werd Wieringen met het vasteland verbonden zodat het niet langer een eiland was. Kolff werd midden 1942 als gijzelaar geïnterneerd en kort daarop ontslagen waarna Wieringen een NSB'er, Albertus van Diemen, als burgemeester kreeg. Kolff keerde na de bevrijding terug in zijn oude functie. Hij ging in 1958 met pensioen en overleed in 1970 op 77-jarige leeftijd. 
.